# Trophée Éric Bompard de 2009
Trophée Éric Bompard de 2009 foi a vigésima terceira edição do Trophée Éric Bompard, um evento anual de patinação artística no gelo organizado pela Federação Francesa de Esportes no Gelo (em francês:  Federation Française des Sports de Glace), e que fez parte do Grand Prix de 2009–10. A competição foi disputada entre os dias 15 de outubro e 18 de outubro, na cidade de Paris, França.

## Eventos
- Individual masculino
- Individual feminino
- Duplas
- Dança no gelo

## Medalhistas
| Evento                        | Ouro                                      | Prata                                       | Bronze                                       |
| Individual masculino detalhes | Nobunari Oda · Japão                      | Tomáš Verner · República Tcheca             | Adam Rippon · Estados Unidos                 |
| Individual feminino detalhes  | Kim Yu-Na · Coreia do Sul                 | Mao Asada · Japão                           | Yukari Nakano · Japão                        |
| Duplas detalhes               | Maria Mukhortova · Maxim Trankov · Rússia | Jessica Dubé · Bryce Davison · Canadá       | Aliona Savchenko · Robin Szolkowy · Alemanha |
| Dança no gelo detalhes        | Tessa Virtue · Scott Moir · Canadá        | Nathalie Péchalat · Fabian Bourzat · França | Sinead Kerr · John Kerr · Reino Unido        |

## Resultados

### Individual masculino

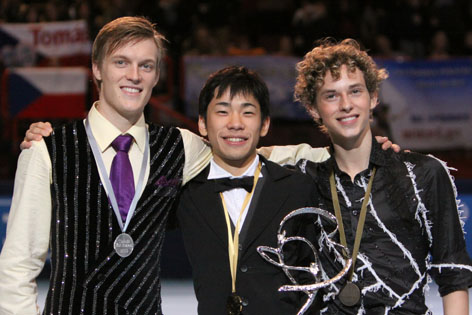
Pódio da competição masculina.

| Pos.              | Nome             | Nacionalidade    | Pontos | PC         | PL          |
| ----------------- | ---------------- | ---------------- | ------ | ---------- | ----------- |
| Medalha de ouro   | Nobunari Oda     | Japão            | 242.53 | 79.20 (2)  | 163.33 (1)  |
| Medalha de prata  | Tomáš Verner     | República Tcheca | 229.96 | 81.00 (1)  | 148.96 (2)  |
| Medalha de bronze | Adam Rippon      | Estados Unidos   | 219.96 | 75.82 (3)  | 144.14 (3)  |
| 4                 | Brian Joubert    | França           | 207.39 | 72.15 (6)  | 135.24 (4)  |
| 5                 | Yannick Ponsero  | França           | 205.74 | 72.50 (5)  | 133.24 (5)  |
| 6                 | Sergei Voronov   | Rússia           | 204.45 | 72.80 (4)  | 131.65 (6)  |
| 7                 | Alban Préaubert  | França           | 189.63 | 66.49 (7)  | 123.14 (7)  |
| 8                 | Yang Chao        | China            | 178.63 | 60.72 (9)  | 117.91 (8)  |
| 9                 | Ryan Bradley     | Estados Unidos   | 177.65 | 65.21 (8)  | 112.44 (10) |
| 10                | Peter Liebers    | Alemanha         | 176.52 | 60.31 (11) | 116.21 (9)  |
| 11                | Javier Fernández | Espanha          | 170.16 | 60.56 (10) | 109.60 (11) |
| 12                | Vaughn Chipeur   | Canadá           | 155.43 | 51.45 (12) | 103.98 (12) |

### Individual feminino

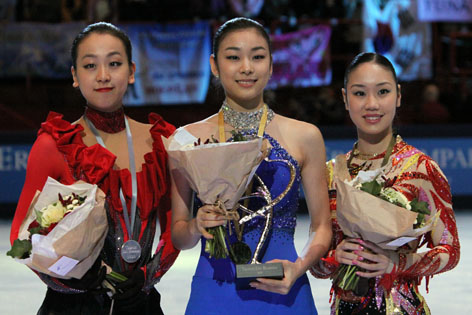
Pódio da competição feminina.

| Pos.              | Nome                 | Nacionalidade  | Pontos | PC         | PL         |
| ----------------- | -------------------- | -------------- | ------ | ---------- | ---------- |
| Medalha de ouro   | Kim Yu-na            | Coreia do Sul  | 210.03 | 76.08 (1)  | 133.95 (1) |
| Medalha de prata  | Mao Asada            | Japão          | 173.99 | 58.96 (3)  | 115.03 (2) |
| Medalha de bronze | Yukari Nakano        | Japão          | 165.70 | 59.64 (2)  | 106.06 (3) |
| 4                 | Caroline Zhang       | Estados Unidos | 153.15 | 57.26 (5)  | 95.89 (5)  |
| 5                 | Alexe Gilles         | Estados Unidos | 151.92 | 58.22 (4)  | 93.70 (7)  |
| 6                 | Carolina Kostner     | Itália         | 147.63 | 51.26 (7)  | 96.37 (4)  |
| 7                 | Elene Gedevanishvili | Geórgia        | 143.43 | 48.68 (8)  | 94.75 (6)  |
| 8                 | Kiira Korpi          | Finlândia      | 138.83 | 54.20 (6)  | 84.63 (8)  |
| 9                 | Gwendoline Didier    | França         | 118.07 | 41.96 (10) | 76.11 (9)  |
| 10                | Anna Jurkiewicz      | Polônia        | 115.06 | 43.86 (9)  | 71.20 (10) |

### Duplas

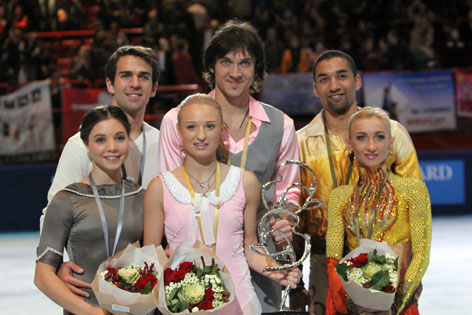
Pódio da competição de duplas mistas.

| Pos.              | Nome                              | Nacionalidade  | Pontos | PC        | PL         |
| ----------------- | --------------------------------- | -------------- | ------ | --------- | ---------- |
| Medalha de ouro   | Maria Mukhortova / Maxim Trankov  | Rússia         | 192.93 | 66.88 (2) | 126.05 (1) |
| Medalha de prata  | Jessica Dubé / Bryce Davison      | Canadá         | 180.97 | 64.54 (3) | 116.43 (2) |
| Medalha de bronze | Aliona Savchenko / Robin Szolkowy | Alemanha       | 174.42 | 72.98 (1) | 101.44 (4) |
| 4                 | Rena Inoue / John Baldwin         | Estados Unidos | 158.36 | 55.06 (5) | 103.30 (3) |
| 5                 | Adeline Canac / Maximin Coia      | França         | 150.18 | 55.96 (4) | 94.22 (6)  |
| 6                 | Dong Huibo / Wu Yiming            | China          | 144.45 | 49.70 (6) | 94.75 (5)  |
| 7                 | Marissa Castelli / Simon Shnapir  | Estados Unidos | 133.01 | 49.50 (7) | 83.51 (7)  |
| 8                 | Vanessa James / Yannick Bonheur   | França         | 118.66 | 38.96 (8) | 79.70 (8)  |

### Dança no gelo

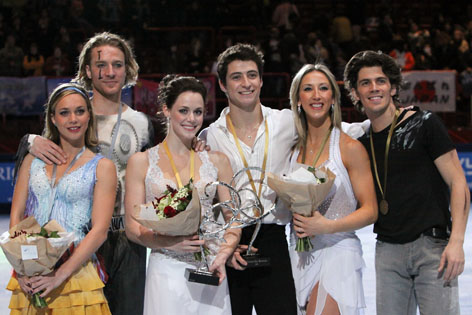
Pódio da competição de dança no gelo.

| Pos.              | Nome                                | Nacionalidade  | Pontos | DC         | DO         | DL         |
| ----------------- | ----------------------------------- | -------------- | ------ | ---------- | ---------- | ---------- |
| Medalha de ouro   | Tessa Virtue / Scott Moir           | Canadá         | 197.71 | 38.41 (1)  | 61.91 (1)  | 97.39 (1)  |
| Medalha de prata  | Nathalie Péchalat / Fabian Bourzat  | França         | 181.64 | 35.53 (3)  | 56.34 (2)  | 89.77 (2)  |
| Medalha de bronze | Sinead Kerr / John Kerr             | Reino Unido    | 177.11 | 36.13 (2)  | 54.73 (3)  | 86.25 (3)  |
| 4                 | Emily Samuelson / Evan Bates        | Estados Unidos | 158.07 | 31.11 (4)  | 46.55 (6)  | 80.41 (5)  |
| 5                 | Ekaterina Rubleva / Ivan Shefer     | Rússia         | 155.54 | 27.12 (8)  | 47.12 (5)  | 81.30 (4)  |
| 6                 | Kimberly Navarro / Brent Bommentre  | Estados Unidos | 150.29 | 29.19 (6)  | 48.17 (4)  | 72.93 (7)  |
| 7                 | Kristina Gorshkova / Vitali Butikov | Rússia         | 145.96 | 29.56 (5)  | 45.58 (7)  | 70.82 (8)  |
| 8                 | Madison Hubbell / Keiffer Hubbell   | Estados Unidos | 143.28 | 27.17 (7)  | 43.07 (10) | 73.04 (6)  |
| 9                 | Pernelle Carron / Lloyd Jones       | França         | 140.27 | 26.28 (9)  | 45.18 (8)  | 68.81 (10) |
| 10                | Zoé Blanc / Pierre-Loup Bouquet     | França         | 138.12 | 24.08 (10) | 44.24 (9)  | 69.80 (9)  |

## Quadro de medalhas
| Ordem | País             | Medalha de ouro | Medalha de prata | Medalha de bronze |    | Ordem por total |
| ----- | ---------------- | --------------- | ---------------- | ----------------- | -- | --------------- |
| 1     | Japão            | 1               | 1                | 1                 | 3  | 1               |
| 2     | Canadá           | 1               | 1                |                   | 2  | 2               |
| 3     | Coreia do Sul    | 1               |                  |                   | 1  | 3               |
| 3     | Rússia           | 1               |                  |                   | 1  | 3               |
| 5     | França           |                 | 1                |                   | 1  | 3               |
| 5     | República Tcheca |                 | 1                |                   | 1  | 3               |
| 7     | Alemanha         |                 |                  | 1                 | 1  | 3               |
| 7     | Estados Unidos   |                 |                  | 1                 | 1  | 3               |
| 7     | Reino Unido      |                 |                  | 1                 | 1  | 3               |
| TOTAL | TOTAL            | 4               | 4                | 4                 | 12 | —               |